# Campionati del mondo di ciclismo su pista 2024 - Americana maschile
La gara di americana maschile ai Campionati del mondo di ciclismo su pista 2024 si è svolta il 20 ottobre 2024, su un percorso di 200 giri per un totale di 50 km, sprint intermedi ogni 10 giri, di cui l'ultimo con punti doppi. È stata vinta dalla squadra tedesca.

## Podio
| Pos.    | Atleta    | Nazionalità                             |
| ------- | --------- | --------------------------------------- |
| Oro     | Germania  | Roger Kluge Tim Torn Teutenberg         |
| Argento | Belgio    | Lindsay De Vylder Fabio Van Den Bossche |
| Bronzo  | Danimarca | Niklas Larsen Michael Mørkøv            |

## Risultati
| Posizione | Atlete                                  | Nazione       | Punti giri | Punti sprint | Totale   |
| --------- | --------------------------------------- | ------------- | ---------- | ------------ | -------- |
| 1         | Roger Kluge Tim Torn Teutenberg         | Germania      | 40         | 36           | 76       |
| 2         | Lindsay De Vylder Fabio Van Den Bossche | Belgio        | 20         | 30           | 60       |
| 3         | Niklas Larsen Michael Mørkøv            | Danimarca     | 20         | 39           | 59       |
| 4         | Ivo Oliveira Rui Oliveira               | Portogallo    | 40         | 13           | 53       |
| 5         | Ethan Hayter Mark Stewart               | Gran Bretagna | 20         | 23           | 43       |
| 6         | Yoeri Havik Vincent Hoppezak            | Paesi Bassi   | 20         | 23           | 43       |
| 7         | Simone Consonni Elia Viviani            | Italia        | 0          | 18           | 18       |
| 8         | Lukas Rüegg Valère Thiébaud             | Svizzera      | 0          | 10           | 10       |
| 9         | Oscar Nilsson-Julien Clément Petit      | Francia       | 0          | 7            | 7        |
| 10        | Shunsuke Imamura Kazushige Kuboki       | Giappone      | −20        | 13           | −7       |
| 11        | Denis Rugovac Jan Voneš                 | Rep. Ceca     | −20        | 4            | −16      |
| 12        | Kelland O'Brien Blake Agnoletto         | Australia     | −40        | 0            | −40      |
| 13        | Alan Banaszek Filip Prokopyszyn         | Polonia       | −60        | 0            | −60      |
| 14        | Colby Lange Peter Moore                 | Stati Uniti   | −60        | 0            | −60      |
| 15        | Dylan Bibic Mathias Guillemette         | Canada        | Ritirati   | Ritirati     | Ritirati |
| 16        | Erik Martorell Álvaro Navas             | Spagna        | Ritirati   | Ritirati     | Ritirati |
| 17        | Chu Tsun Wai Tso Kai Kwong              | Hong Kong     | Ritirati   | Ritirati     | Ritirati |
| 17        | Vladyslav Loginov Alon Yogev            | Israele       | Ritirati   | Ritirati     | Ritirati |